# 崔少纯
崔少纯（？—），男，中华人民共和国外交官，曾任中华人民共和国驻奥什总领事和中华人民共和国驻叶卡捷琳堡总领事。

## 生平
崔少纯毕业于南开大学，曾任外交部欧亚司参赞。2018年11月，出任中华人民共和国驻奥什总领事。2020年2月，出任中华人民共和国驻叶卡捷琳堡总领事。2024年2月，自驻叶卡捷琳堡总领事离任。